# Coelogyne pulchella
Coelogyne pulchella là một loài phong lan.